# 茶母 (電視劇)
《茶母》是韓國MBC自2003年7月28日起播出的月火連續劇，由方學基漫畫改編而來。是韓國第一部以高清製作的電視劇，以電影的拍攝手法並採大部份前期製作的模式來提高完成度。除了影像畫面超越當時一般連續劇的水準，演員、劇情、配樂都十分引人入勝，並以韓國各地美景險境作為背景，因此有2003年韓國最熱爆的古裝武打電視劇之稱。

## 劇情大綱
故事發生在十六世紀的朝鮮，「茶母」是當時對捕盜廳女子公差的稱呼（與女子刑警相似，但身份十分低微），主要負責與女性相關的閨房案件，彩玉就是這樣的一位茶母。
彩玉原本是一位貴族的女兒，原名在喜。由於七歲的時候家中發生變故，父親張日順背負叛逆的罪名,因而自盡身亡。彩玉與哥哥在武在逃亡中失散，因此被送入皇甫允的家為奴婢，成為皇甫允的婢女。皇甫允天資十分聰穎但是叛逆不羈，所以被送往一名僧侶處學習武藝，作為婢女的彩玉也隨行。
十五年後，彩玉已成為一位楚楚動人的少女。在共同的生活中，她與皇甫允雖互生愛慕之情，但封建社會的門第的差異成為他們不可逾越的鴻溝。學成之後，師父將皇甫允推薦給趙世旭將軍，成為捕盜廳的從事官，而彩玉也成為他身邊的一名茶母。聰明的彩玉成為皇甫允身邊的得力助手，屢破奇案。兩人感情日深，但卻不敢越雷池一步。同時，皇甫允上司趙將軍的女兒蘭希小姐也暗暗鍾情於正直的皇甫允。
在追查私鑄錢的案件中，彩玉遇到了叛逆勢力的首領—劍術高超的張城伯。對彩玉深有好感的張城伯屢次出手相救，但公務在身的彩玉卻在暗中調查城伯私鑄錢的罪證。然而令彩玉意想不到的是，張城伯竟就是她失散多年的哥哥在武。與此同時，皇甫允因朝廷的明爭暗鬥，而受到眾多的排擠、陷害。感情的糾纏、權勢的爭鬥，演繹出一段曲折淒美的感人故事......

## 人物介紹
| 演員   | 角色   | 介紹 | 亞視配音 |
| 河智苑 | 張彩玉 | 本名在喜，出身於名門望族，自幼聰慧過人。七歲時家中變故，父親張日順背負叛逆之名自盡身亡，彩玉在逃亡中與哥哥在武失散。之後彩玉被送入皇甫允家為奴，成為他的婢女。皇甫允被舉薦為左捕廳的從事官後，彩玉又成為他手下的一名茶母。與皇甫允一同學藝的彩玉武藝高超，善用一柄輕巧的靈劍，飛刀的技藝也是一流。機智的她屢破奇案，成為皇甫允的得力助手。在與皇甫允的朝夕相處中，兩人漸生情愫，但封建社會門第的差異成為二人難以逾越的鴻溝。在追查私鑄錢的案件中，彩玉認識了叛逆首領張城伯，張對善良的彩玉甚有好感，而彩玉也漸漸為他的執著所感染。剛強外表下的彩玉卻有著一顆溫柔多情的心，最終陷入了情感的兩難之中。 | 鄧潔麗   |
| 李瑞鎮 | 皇甫允 | 雖父親是顯赫貴族，但他只是妾所生的庶子，母親和僕人一樣做著粗重的家務，這令他自幼憤懣不平。叛逆的他被送往一名僧處學習武藝，作為其心愛的關門弟子，學成後更成為名震朝鮮的一流高手。皇甫允因出身庶子，沒有資格參加科舉，被師父舉薦給趙世旭將軍成為漢城左捕廳的從事官。皇甫允處事冷靜周全，為人正直，體恤下屬。面對他深愛的彩玉和深愛著他的蘭希小姐，令他心情矛盾。 | 黃志成   |
| 金敏俊 | 張城伯 | 彩玉的哥哥，本名在武。在與妹妹失散後，父親的侍衛將他送往山寨，被一著名劍客收為弟子。其後張城伯成為朝廷叛逆的首領，手持父親留下的白劍，夢想帶領弟兄開創一個國泰民安的新世界，但卻被奸人所利用。張城伯視手下如手足，帶領弟兄劫富濟貧，深受百姓愛戴。遇到彩玉後，被她的善良吸引難以自拔，卻想不到她就是自己失散多年的妹妹在喜。 | 陳廷軒   |
| 蔡煐引 | 趙蘭希 | 皇甫允長官的女兒，對皇甫允有好感。 |          |
| 李漢偉 | 白柱萬 | | 馮志輝   |

## 電視原聲帶
1. 宿命 （숙명）  － 김상민
2. 梅花田（매화밭）      － 이근영
3. 悲歌（비가）      － 金範洙（김범수）
4. 缘（연）       － Manos Vafeidadis
5. 丹心歌（단심가）       －   Page （페이지）
6. 茶母（다모）         － 이근영
7. 宿命II （숙명 II）      － 김상민
8. 아다지오 (Inst.)    － 이근영
9. 最終安息處 (마지막 안식처)   － 조관우
10. 宿命 （숙명） (Inst.)    － 정기송
11. 悲歌（비가）(Inst.)    － 더 스트링스  The Strings ,표건수
12. 丹心歌（단심가）(Inst.)      － 표건수
13. 宿命II （숙명 II）(Inst.)    － 더 스트링스  The Strings
14. 마지막 안식처(Inst.)       － 양정승

其中由Page（페이지）主唱的丹心歌（단심가）原為2001年MBC所播出的電視劇《女人天下》插曲，原曲名為〈길-Love Song-（路）〉。

## 得獎列表
| 年度   | 頒獎典禮         | 獎項             | 獲獎者         |
| 2003年 | MBC演技大賞      | 女子最優秀演技獎 | 河智苑         |
| 2003年 | MBC演技大賞      | 男子優秀演技獎   | 李瑞鎮         |
| 2003年 | MBC演技大賞      | 男子新人獎       | 金敏俊         |
| 2003年 | MBC演技大賞      | 最佳人氣獎       | 河智苑         |
| 2003年 | MBC演技大賞      | 最佳CP獎         | 李瑞鎮＆河智苑 |
| 2003年 | 第16屆韓國畫梅獎 | 大賞             | 茶母           |
| 2004年 | 第9屆亞洲電視節  | 最優秀電視劇作品 | 茶母           |

## 外部連結
- 韓國MBC官方網站 （页面存档备份，存于）
- 臺灣TTV官方網站 （页面存档备份，存于）

| MBC 月火劇                                  | MBC 月火劇                               | MBC 月火劇 |
| ------------------------------------------- | ---------------------------------------- | ---------- |
|                                             | 茶母 （2003年7月28日 - 2003年9月9日）    |            |
| 屋塔房小貓 （2003年6月2日 - 2003年7月22日） | 大長今 （2003年9月15日 - 2004年3月23日） |            |